# Табейрос — Тьерра-де-Монтес (комарка)
Табейрос — Тьерра-де-Монтес (исп. Comarca de Tabeirós - Tierra de Montes, галис. Comarca de Tabeirós - Terra de Montes) — район (комарка) в Испании, входит в провинцию Понтеведра в составе автономного сообщества Галисия.

## Муниципалитеты
1. Сердедо
2. Ла-Эстрада
3. Форкарей

1. ↑  https://www.ine.es/dynt3/inebase/index.htm?padre=525